# Кабка Геннадій Миколайович
Геннадій Миколайович Кабка (25 січня 1966, Дніпродзержинськ Дніпропетровська область) — український співак (тенор), педагог, кандидат мистецтвознавства, заслужений діяч мистецтв України. 

## Біографія
Вокальну освіту здобув у Національній музичній академії ім П. Чайковського (1990—1995) у класах проф. Володимира Тимохіна та проф. Костянтина Огнєвого. У 1997 закінчив асистентуру в класі проф. Огнєвого, з 1998 по 1999 асистент в класі проф. Огнєвого. 1988 року закінчив Дніпродзержинський індустріальний інститут.
З 1999 року викладач кафедри сольного співу НМАУ ІМ. П. Чайковського. З 2009 на посаді доцента. З  2020 доцент кафедри оперного співу музичної  академії.  . У 2015  захистив дисертацію за спеціальністю «Теорія та історія культури» та здобув науковий ступень кандидат мистецтвознавства.З 2024 р.на посаді професора кафедри оперного співу НМАУ.
З 1995 -2020 соліст Муніципального, академічного театру опери і балету для дітей та юнацтва, з 1996-2003- соліст Оперної студії при Національній музичній академії України ім.П.Чайковського і громадського творчого об'єднання «Київська камерна опера».
Лауреат Міжнародних конкурсів вокалістів імені Е. Дістін (Чехія, 1995), імені П. Бюль-Бюля (Баку, 1997). Диплом конкурсу ім. І. Паторжинського (Луганськ,1997). Стипендіат премії «Ямаха» (1995).
Серед учнів:
- заслужені артисти України  І. Кулик, Ю. Аврамчук, О. Аніщенко, С. Андрощук[5] , О. Філіпенко[6], В. Одринський[7], Валентин Дитюк,Олексій  Кириллов[8] [9] [10]народний артист України Дмитро Яремчук
- лауреати міжнародних конкурсів С. Бортник[11], О. Вознюк[12], С. Максутов[13], С. Шаповал[14], В. Плужнікова[15][16]Валентина Плужнікова  ,А. Кирилов,  Павло Дворський-молодший, Вадим Білоус, Альберт Попович, Наталія Ягодинець[17],Владислав Федоряка, Юлія Форостюк , Тарас Лучанко, Інна Савченко [18][19],Павло Скляров[20], Марія Вальтіна [21]Артем Сторожук, Артем Куріний [22] [23][24]Олег Андрійчук , Олексій Колюх ,Максим Назаренко[25], Роман Перевертун [26] [27][28] ,Олена Скіцько[29] , Руслана Данилів[30][31] , Вікторія Цюпак[32] [33] ,Яна Марко ,Гліб Іванов[34],Стас Маслянко , Степан Возняк [35],Юлія Палкіна ,Лю Веньцзун, Ніна Рубан , Лю Іхун, Ван Хаян, Го Вей, Джан Чун, Лю Ле , Шань Хунцзянь, Дун Сяолей, Шао Хой, Сюй Сюй, Джан Бо ,Ван Де Цай, Кань Шиюй ,Цуй Цзін та інші.[36]

Оперні партії:
- «Євгеній Онєгін» П. Чайковського (Ленський)
- «Наталка Полтавка» М. Лисенка (Петро)
- «Лісова пісня» В. Кирейка (Лукаш)
- «Моцарт і Сальєрі» М. Римського-Корсакова (Моцарт)
- «Летюча миша» Й. Штрауса (Айзенштейн)
- «Фіалка Монмартра» І. Кальмана (Рауль)
- «Моя чарівна леді» Ф. Лоу (Фредді)
- «Казка про царя Салтана» М. Римського-Корсакова (Гвідон, Старий дід)
- «Ніч перед Різдвом» М. Римського-Корсакова (Дяк)
- «Зима і Весна» М. Лисенка (Хлопець-веретено)
- «Дитя і чари» М. Равеля (Жабка)
- «Пригоди Буратіно» О. Білаша (П'єро)
- «Зайчик-листоноша» І. Якушенка (Кіт)
- «Чарівна музика» М.Мінкова(Сищик)
- «Стійкий олов'яний солдатик» С. Баневича (Механічний соловей)
- «Дванадцять місяців» С. Баневича (Травень)
- «Шляхи кохання» – концерт-вистава
- «Un passo dall' amore» (За крок від кохання) — концерт-вистава (Ловелас)

У проектах Громадського творчого об'єднання «Київська камерна опера» (художній керівник — народна артистка України Н.Свириденко) виконав партії в операх «Сокіл» (Федеріко) та «Алкід» (Фронім) Д.Бортнянського.
Має великий концертний репертуар.
Брав участь у багатьох міжнародних музичних фестивалях та гастролював у Вірменії, Естонії, Росії, Казахстані, Литві, Словаччині, Чехії, Італії, Франції.
Член журі міжнародних конкурсів у Фінляндії, Італії, Вірменії, Литві, Казахстану, Португалії. Проводить майстер-класи в Україні, Італії, Казахстані, Литві [Архівовано 10 листопада 2019 у Wayback Machine.], Вірменії, Китаї, Португалії, які присвячені вокальній технології, інтерпретації російської, української музики
.
Член Національної музичної спілки , Національної спілки театральних діячів України та Міжнародної асоціації викладачів «Мистецтво та освіта ХХІ століття».